# 加藤悠馬
加藤 悠馬（かとう ゆうま、2001年12月15日 - ）は兵庫県伊丹市出身のプロサッカー選手。Jリーグ・いわきFC所属。ポジションはミッドフィールダー（MF）。

## 略歴
中学・高校時代はヴィッセル神戸のアカデミーに在籍していた。しかしトップチームに昇格することは叶わず、拓殖大学に進学。2022年12月24日、2024年シーズンからのいわきFC加入内定が発表された。2023年シーズンは特別指定選手としてチームに登録され、2月18日のJ2リーグ第1節・藤枝MYFC戦でJリーグデビューを飾った。

## 所属クラブ
- 有岡FC（伊丹市立有岡小学校）
- 2014年 - 2016年 ヴィッセル神戸伊丹U-15（伊丹市立北中学校）
- 2017年 - 2019年 ヴィッセル神戸U-18（神戸市立須磨翔風高等学校）
- 2020年 - 2023年 拓殖大学
  - 2023年  いわきFC（特別指定選手）
- 2024年 -  いわきFC

## 個人成績
| 国内大会個人成績 | 国内大会個人成績 | 国内大会個人成績 | 国内大会個人成績 | 国内大会個人成績 | 国内大会個人成績 | 国内大会個人成績 | 国内大会個人成績 | 国内大会個人成績 | 国内大会個人成績 | 国内大会個人成績 | 国内大会個人成績 |
| 年度             | クラブ           | 背番号           | リーグ           | リーグ戦         | リーグ戦         | リーグ杯         | リーグ杯         | オープン杯       | オープン杯       | 期間通算         | 期間通算         |
| 年度             | クラブ           | 背番号           | リーグ           | 出場             | 得点             | 出場             | 得点             | 出場             | 得点             | 出場             | 得点             |
| 日本             | 日本             | 日本             | 日本             | リーグ戦         | リーグ戦         | リーグ杯         | リーグ杯         | 天皇杯           | 天皇杯           | 期間通算         | 期間通算         |
| ---------------- | ---------------- | ---------------- | ---------------- | ---------------- | ---------------- | ---------------- | ---------------- | ---------------- | ---------------- | ---------------- | ---------------- |
| 2023             | いわき           | 22               | J2               | 9                | 0                | -                | -                | -                | -                | 9                | 0                |
| 2024             | いわき           | 20               | J2               | 6                | 0                | 2                | 0                | 0                | 0                | 8                | 0                |
| 2025             | いわき           | 20               | J2               |                  |                  |                  |                  |                  |                  |                  |                  |
| 通算             | 日本             | 日本             | J2               | 15               | 0                | 2                | 0                | 0                | 0                | 17               | 0                |
| 総通算           | 総通算           | 総通算           | 総通算           | 15               | 0                | 2                | 0                | 0                | 0                | 17               | 0                |

- 2023年は特別指定選手